# Teluk Labuh
Teluk Labuh is een bestuurslaag in het regentschap Natuna van de provincie Riau-archipel, Indonesië. Teluk Labuh telt 354 inwoners (volkstelling 2010).